# Yekaterina Búkina
Yekaterina Borísovna Búkina –en ruso, Екатерина Борисовна Букина– (Angarsk, 5 de mayo de 1987) es una deportista rusa que compite en lucha libre.
Participó en los Juegos Olímpicos de Río de Janeiro 2016, obteniendo una medalla de bronce en la categoría de 75 kg. En los Juegos Europeos de Bakú 2015 obtuvo la medalla de plata en la categoría de 75 kg.
Ganó dos medallas en el Campeonato Mundial de Lucha, plata en 2011 y bronce en 2010, y cuatro medallas en el Campeonato Europeo de Lucha entre los años 2010 y 2020.

## Palmarés internacional
| Juegos Olímpicos   | Juegos Olímpicos        | Juegos Olímpicos  | Juegos Olímpicos |
| Año                | Lugar                   | Medalla           | Categoría        |
| ------------------ | ----------------------- | ----------------- | ---------------- |
| 2016               | Río de Janeiro (Brasil) | Medalla de bronce | 75 kg            |
| Campeonato Mundial |                         |                   |                  |
| Año                | Lugar                   | Medalla           | Categoría        |
| 2010               | Moscú (Rusia)           | Medalla de bronce | 72 kg            |
| 2011               | Estambul (Turquía)      | Medalla de plata  | 72 kg            |
| Juegos Europeos    |                         |                   |                  |
| Año                | Lugar                   | Medalla           | Categoría        |
| 2015               | Bakú (Azerbaiyán)       | Medalla de plata  | 75 kg            |
| Campeonato Europeo |                         |                   |                  |
| Año                | Lugar                   | Medalla           | Categoría        |
| 2010               | Bakú (Azerbaiyán)       | Medalla de plata  | 72 kg            |
| 2014               | Vantaa (Finlandia)      | Medalla de bronce | 75 kg            |
| 2018               | Kaspisk (Rusia)         | Medalla de plata  | 76 kg            |
| 2020               | Roma (Italia)           | Medalla de oro    | 76 kg            |